# Tuhegeo II
Tuhegeo II is een bestuurslaag in het regentschap Gunungsitoli van de provincie Noord-Sumatra, Indonesië. Tuhegeo II telt 547 inwoners (volkstelling 2010).